# Паркан

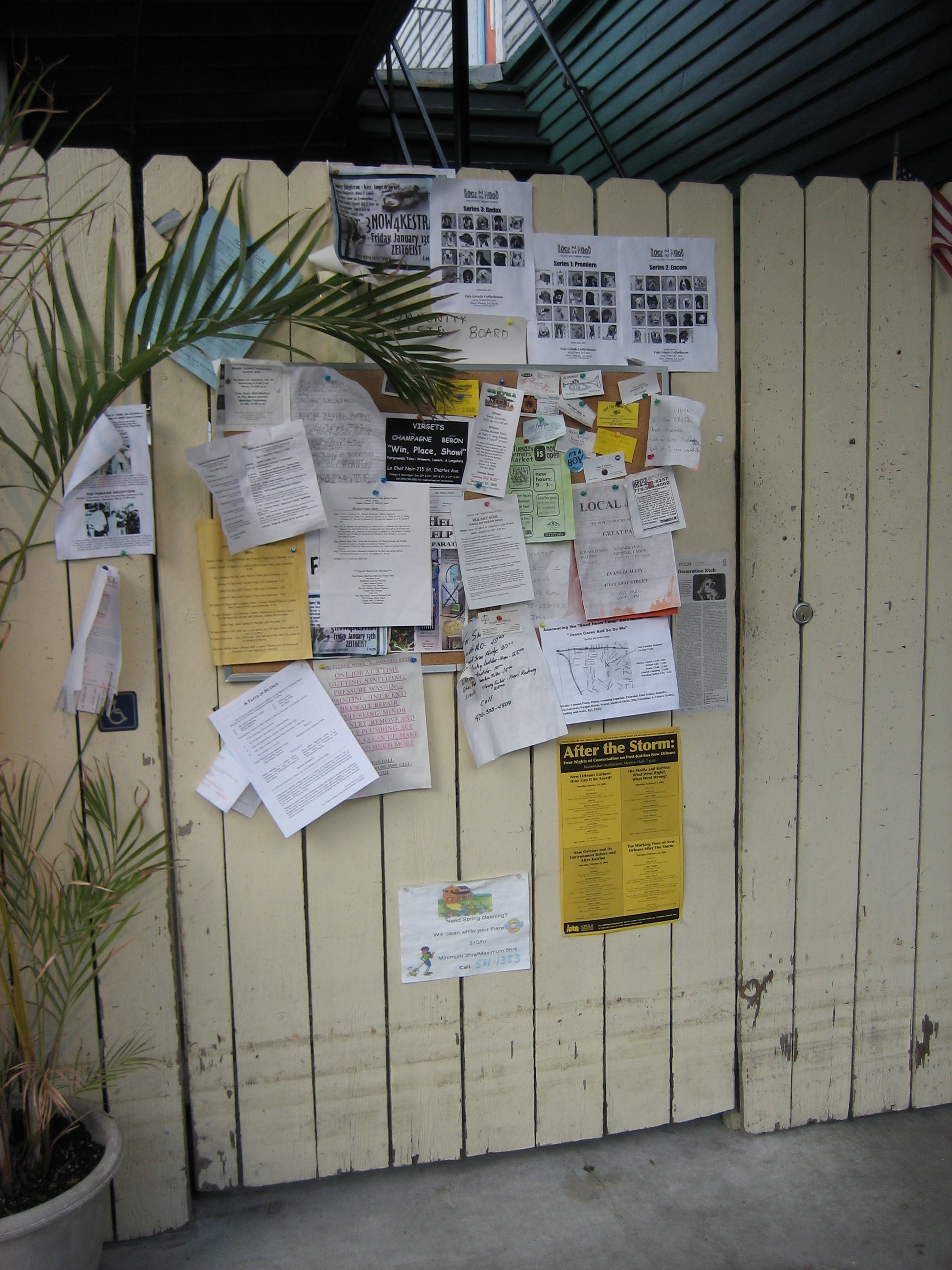
Паркан. Новий Орлеан, США

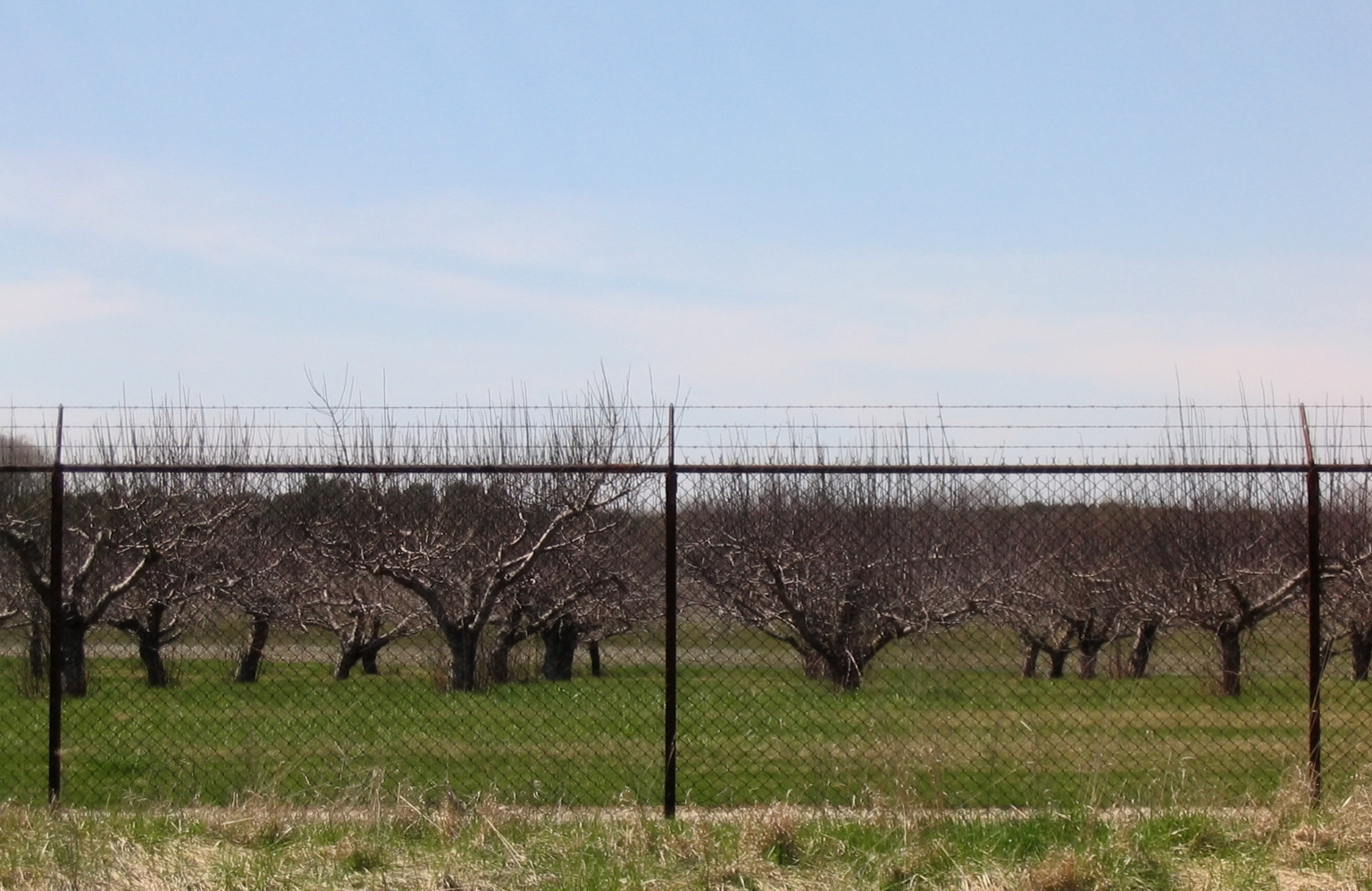
Паркан з сітки Рабіца

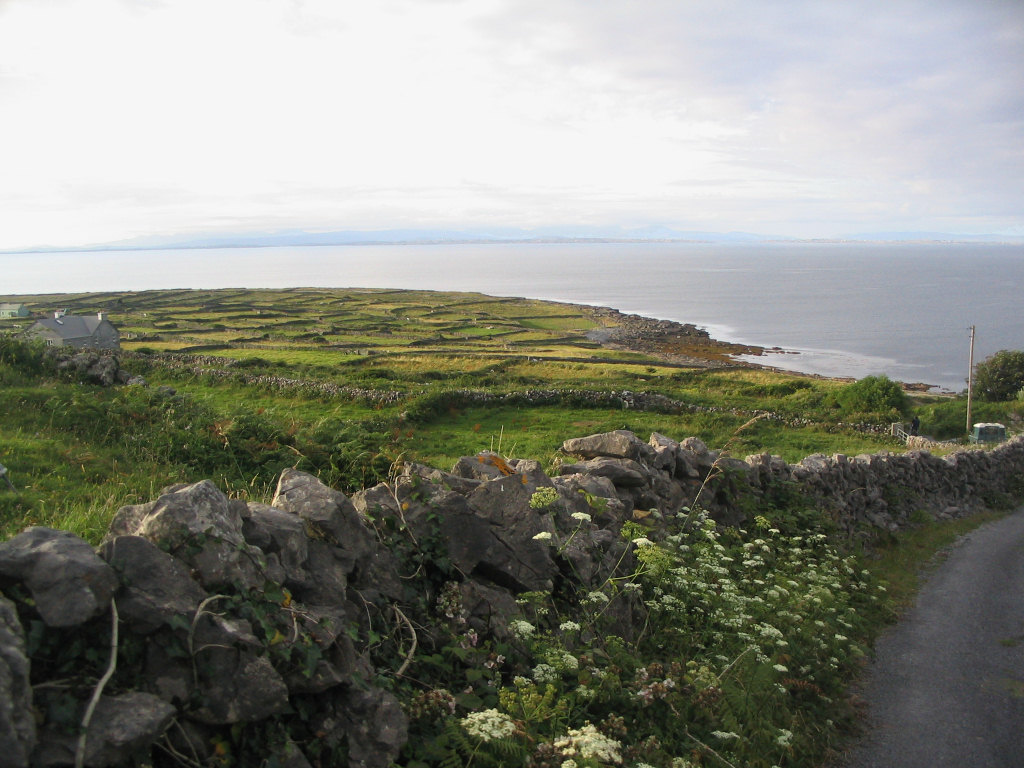
Паркан-огорожа дороги. Ірландія

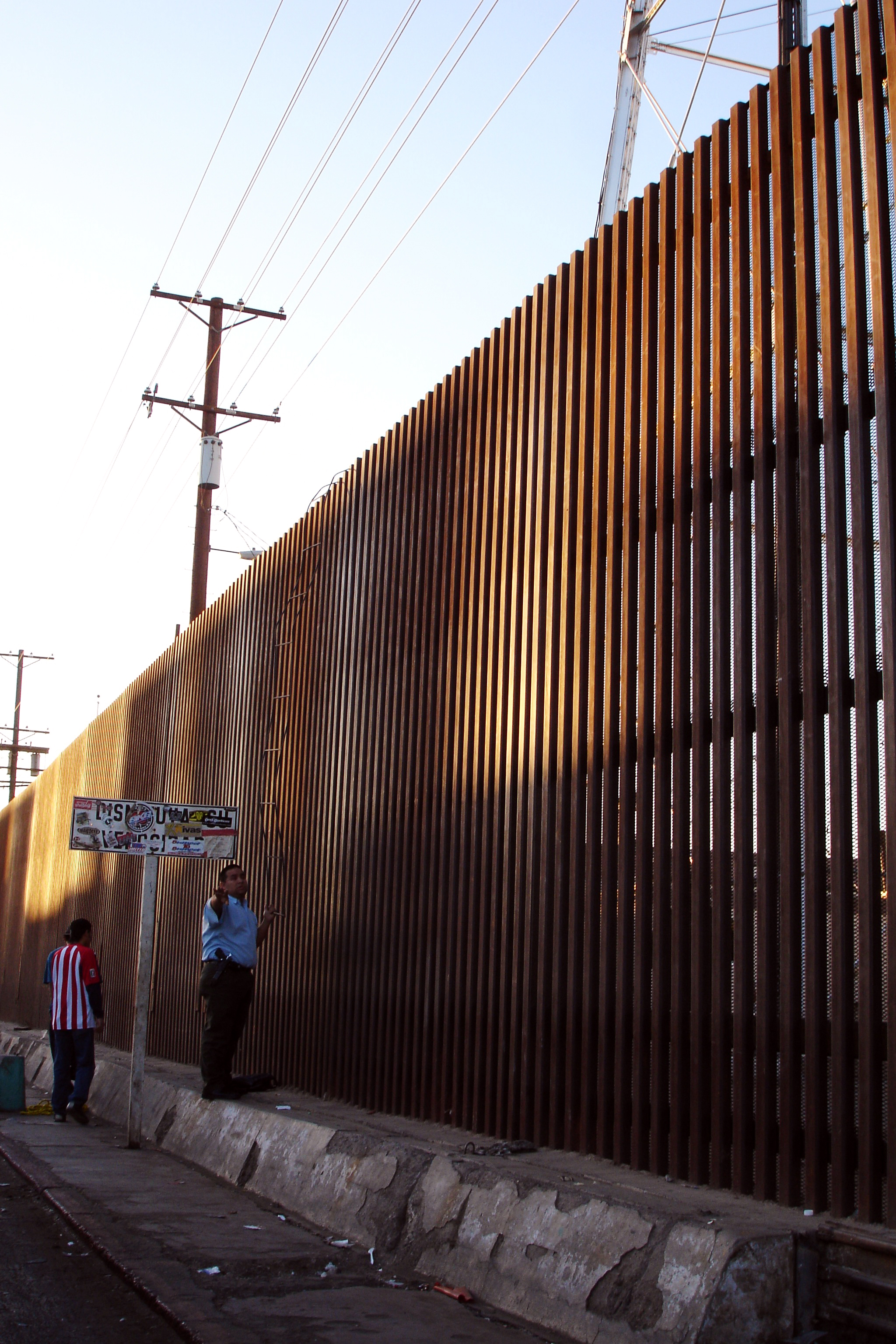
Паркан на кордоні США і Мексики

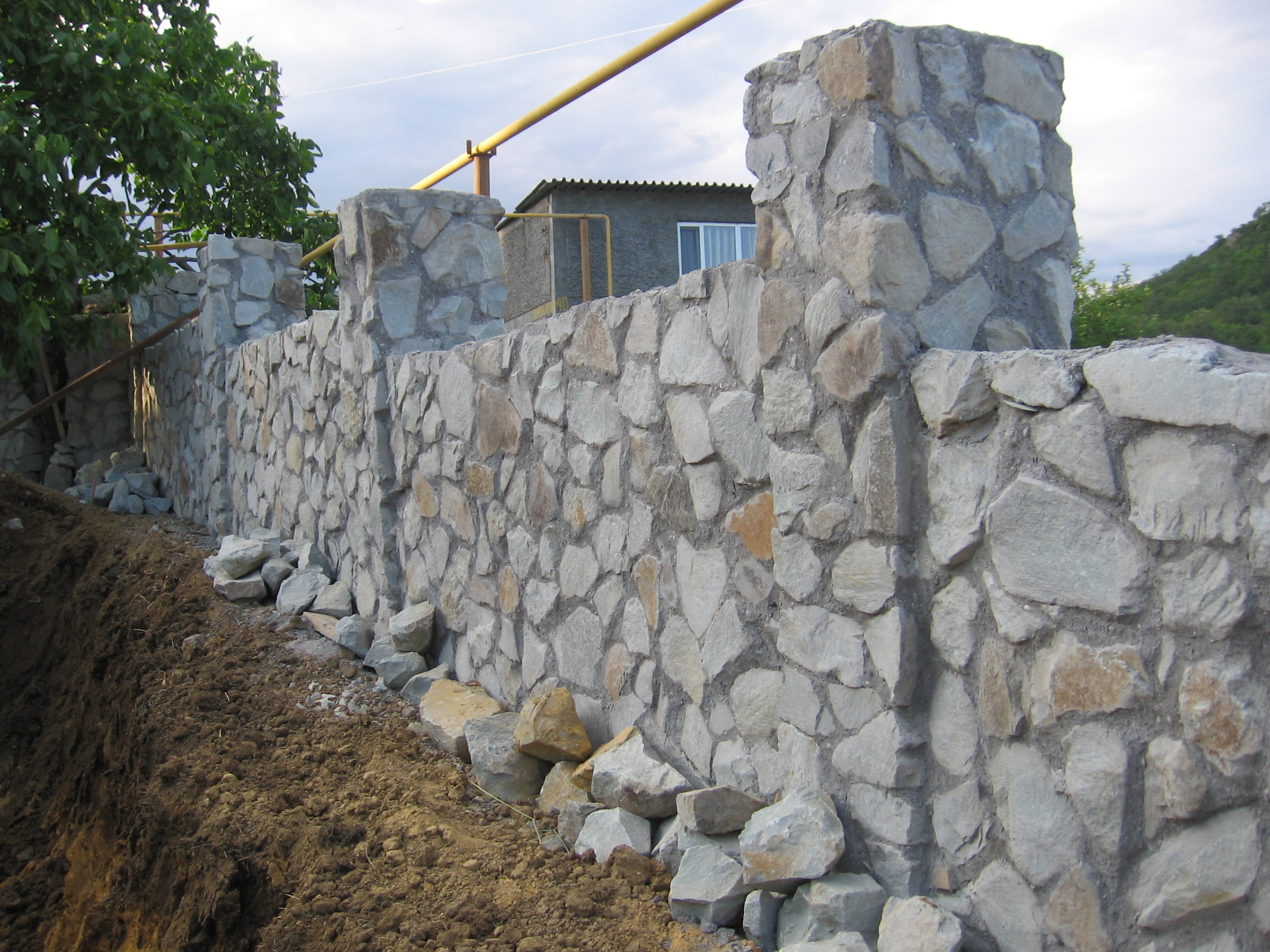
Кам'яний мур-паркан.

Парка́н (огорожа, палісад) — стіна, огорожа, автономна структура, споруда для огороджування, захисту, обрамлення певної території. Паркан з пруття, очерету, горизонтальних жердин називають тином (у давньоруській слово тынъ значило «огорожа, частокіл»). Розрізняють суцільний (глухий) і несуцільний паркан.

## Етимологія
Тин — «огорожа, паркан, стіна». Російське і білоруське тын «тин», давньоруське тинъ «огорожа, паркан; стіна», польське [tyn], чеське týn, словацьке týnіе, полабське (vå)tåįn «огорожа, паркан; стіна», сербохорватське тŭн «перегородка, внутрішня стінка», словенське tín «дощата перегородка», старослов'янське тынъ «перегородка»; — праслов'янське tynъ; — запозичення з германських мов; давньоісландське tún «садиба, двір, сад», давньоанглійське (англосаксонське) давньонижньонімецьке (давньосаксонське) «огорожа», давньоверхньонімецьке zūn «огорожа, паркан», нововерхньонімецьке Zaun «огорожа, паркан» споріднені з ірландським -dunum «фортеця»; висловлюється також думка (Мартынов Сл.-герм. взаимод. 145-153) про запозичення германських відповідників з праслов'янської мови, в якій праслов'янське tynъ пов'язане з tyti «густо рости» (провіняй з Тустань) і первісно означало «густі зарості». 
Українське слово паркан через посередництво пол. parkan або чеськ. parkán походить від сер.-в.-нім. parkân, яку, у свою чергу виводять від старофр. parc < лат. parcus («огорожа»), що має іберійську етимологію. Первісне значення — «стіна, огорожа, звичайно дерев'яна» (звідси також «парк», «паркет»).
Слово огорожа пов'язане з прасл. *gordъ («огорожа», «огороджений простір», пор. «городъ»).

## Історія
Людина здавна намагалася відгородити місце свого проживання. Причин для цього вистачало завжди. Першими захисними спорудженнями стали рови, заповнені водою, і паркани. Спочатку це були примітивні паркани з підручних природних матеріалів, в основному з дерева й каменю. Надалі, з винаходом знарядь праці й освоєнням гончарного ремесла, сталі з'являтися металеві й цегельні паркани.
Метал і цегла й у наші дні залишаються одними із найкращих будівельних матеріалів — як самостійні матеріали, так і в комбінації один з одним. З'явилися ковані паркани, паркани чавунні й алюмінієві, а також різноманітні цегельні паркани із цегли різної фактури. Не вийшли із ужитку дерево й камінь — їх теж застосовують до сьогодні як матеріали для парканів.

## Типи

### За матеріалом
- з дощок;
- з горизонтальних жердин (вориння);
- зі штахетин;
- кам'яний;
- з використанням зварних панелей;
- з металевої сітки;
- із залізобетонних плит;

- Живопліт або живий паркан — паркан зі штучних насаджень;
- Палісад;
- Пліт — паркан з пруття;
- Тин — огорожа, сплетена з лози, тонкого гілля; пліт; огорожа з очерету тощо; огорожа з жердин, покладених горизонтально й закріплених між стовпцями.[7]

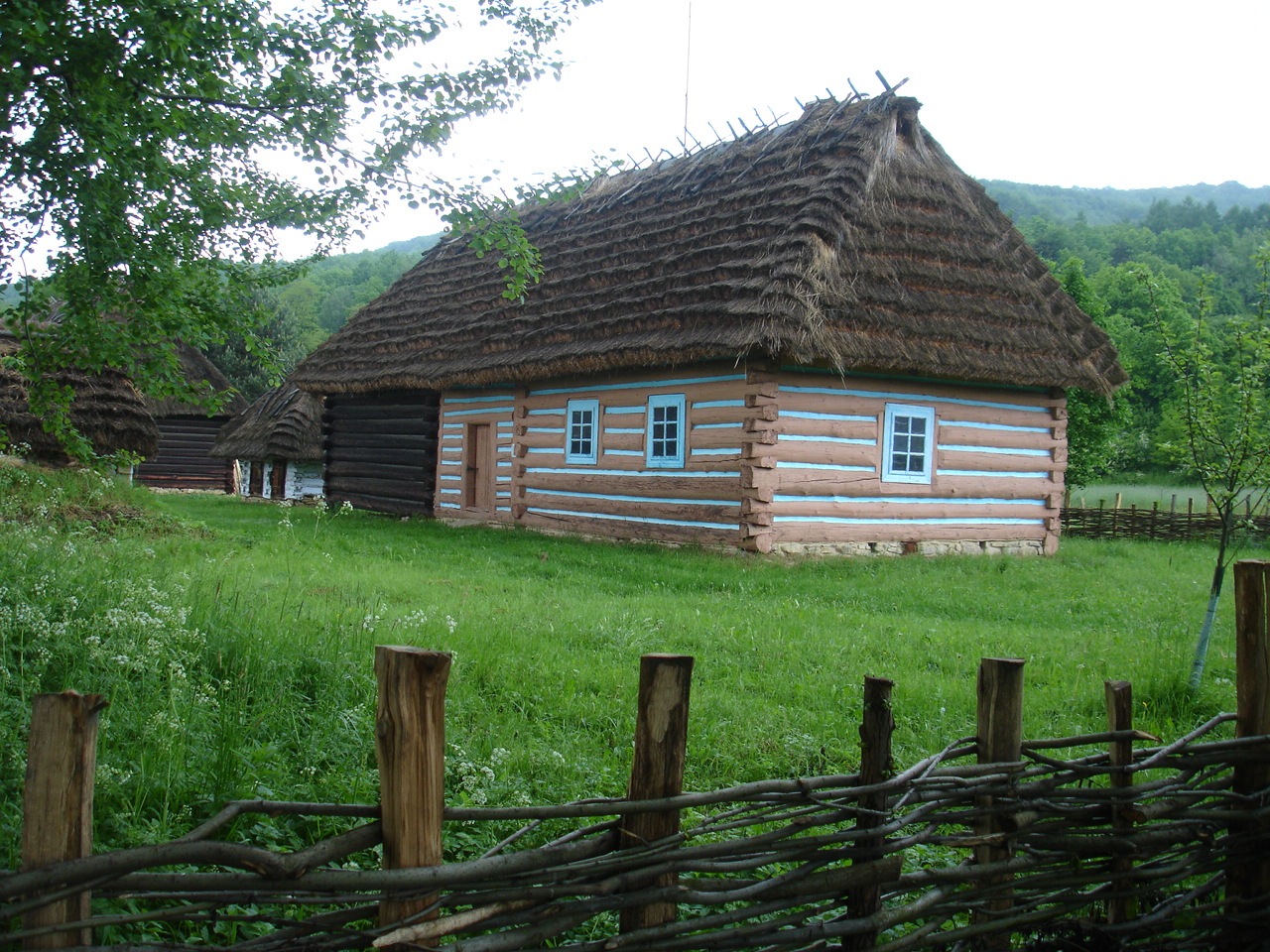
Тин, або пліт
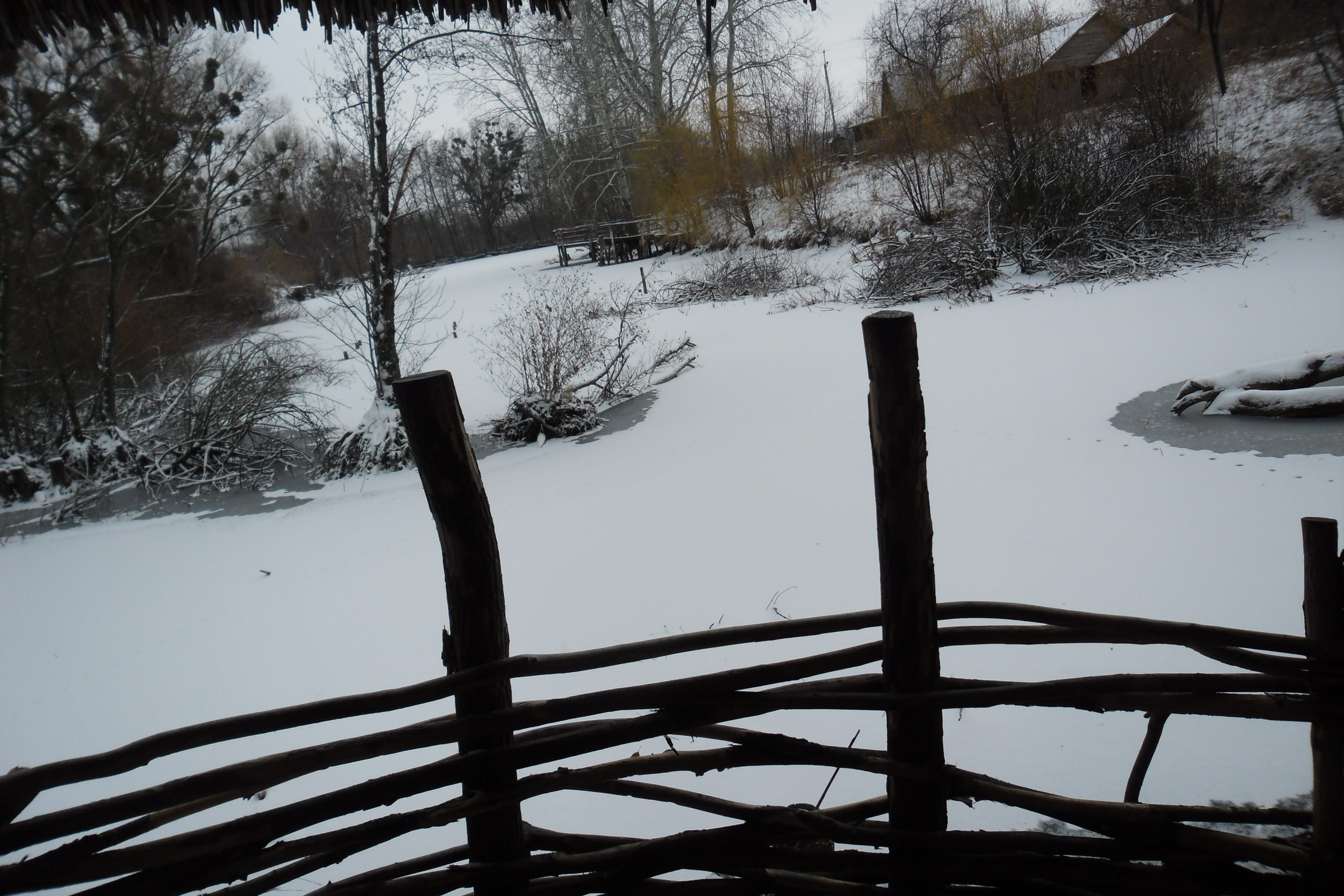
Тин
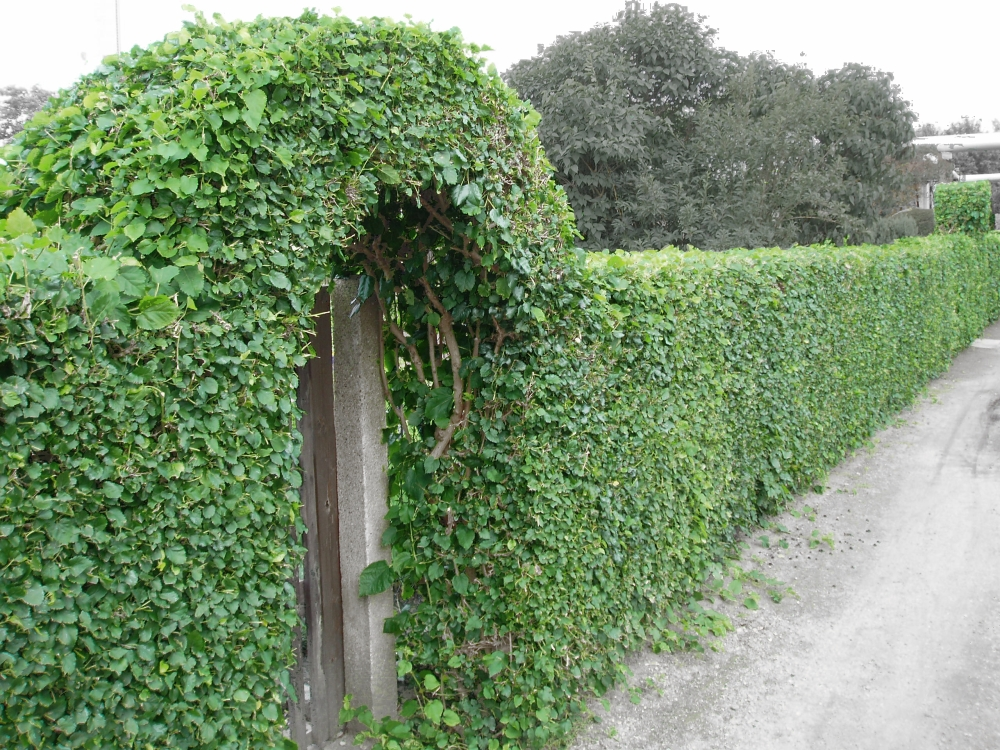
Живопліт
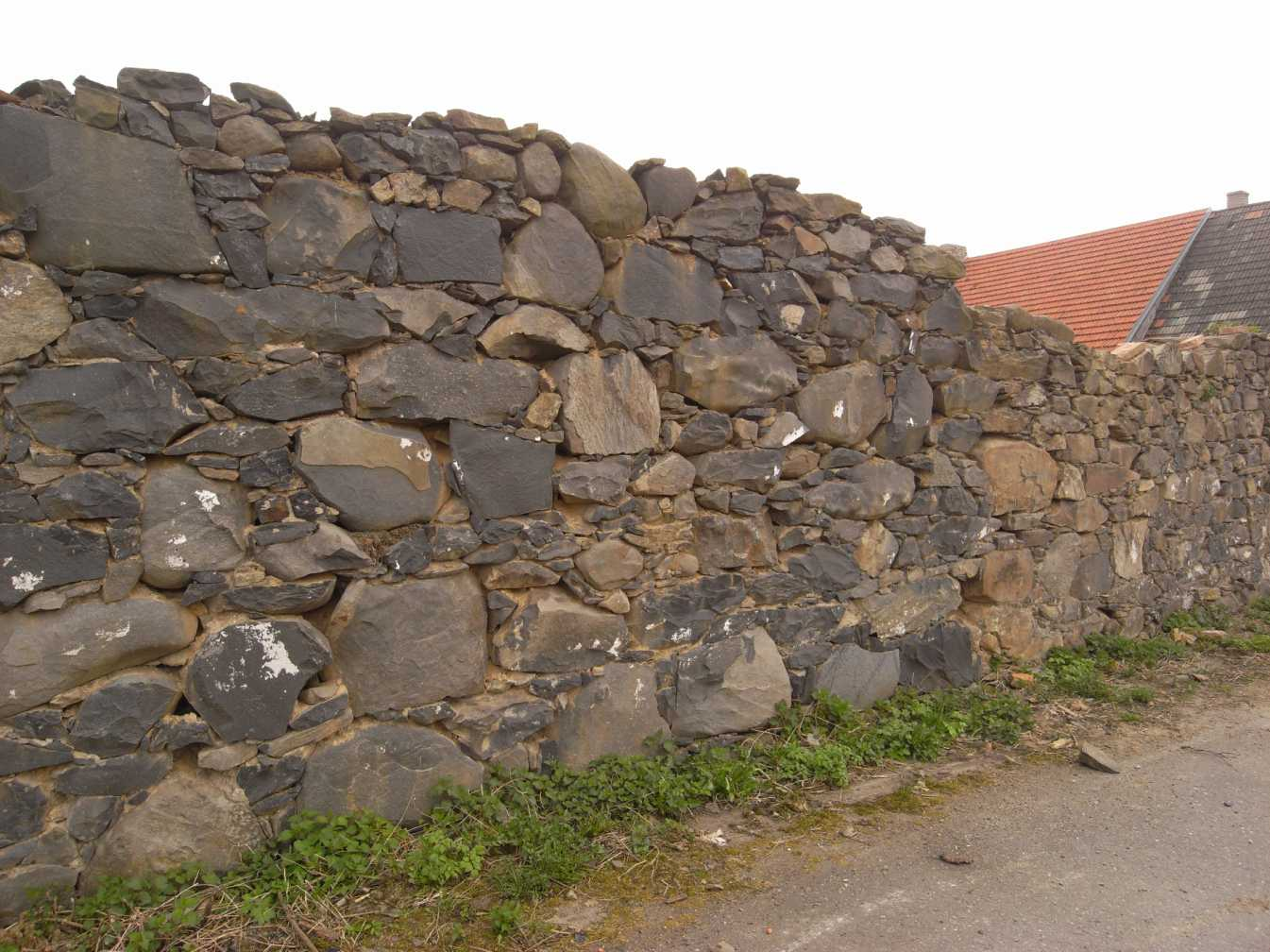
Кам'яний паркан

### Деталізація джерел
1. 1 2  Етимологічний словник української мови : в 7 т. / редкол.: О. С. Мельничук (гол. ред.) та ін. — К. : Наукова думка, 1989. — Т. 4 : Н — П / укл.: Р. В. Болдирєв та ін. ; ред. тому: В. Т. Коломієць, В. Г. Скляренко. — 656 с. — ISBN 966-00-0590-3.
2. ↑  Тин // Словник української мови : в 11 т. — Київ : Наукова думка, 1970—1980.
3. ↑  Етимологічний словник української мови : в 7 т. / редкол.: О. С. Мельничук (гол. ред.) та ін. — К. : Наукова думка, 2006. — Т. 5 : Р — Т / укл.: Р. В. Болдирєв та ін. — 704 с. — ISBN 966-00-0785-X. — С. 568—569
4. 1 2 3  Етимологічний словник української мови : в 7 т. / редкол.: О. С. Мельничук (гол. ред.) та ін. — К. : Наукова думка, 1982. — Т. 1 : А — Г / Ін-т мовознавства ім. О. О. Потебні АН УРСР ; укл.: Р. В. Болдирєв та ін. — 632 с. — С. 568-571)
5. ↑  Забор из белого штакетника радует глаз. Архів оригіналу за 19 вересня 2020.
6. ↑  Что такое еврозабор. Архів оригіналу за 18 січня 2022.
7. ↑  Тин // Словник української мови : в 11 т. — Київ : Наукова думка, 1970—1980.